# Business loto

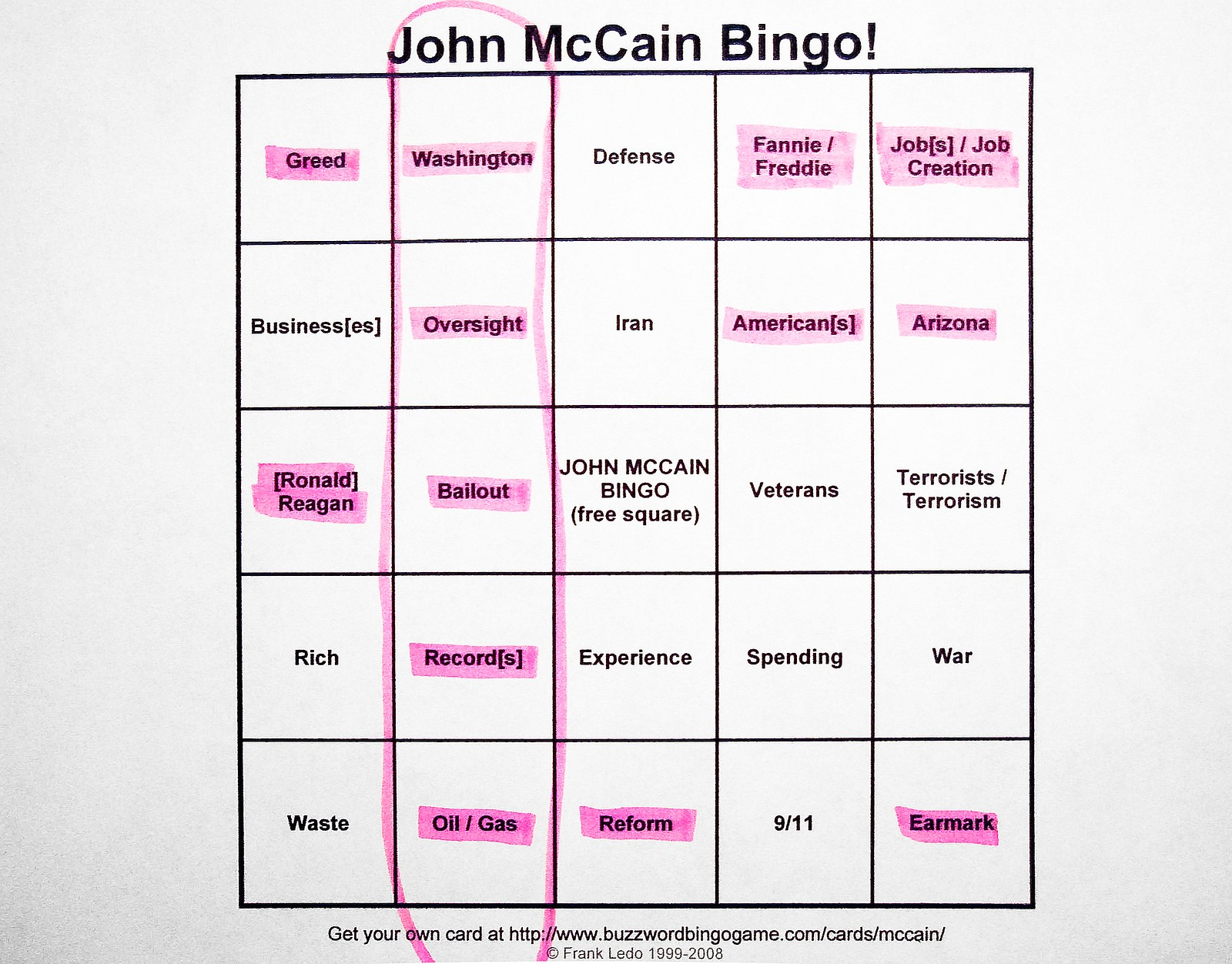
John McCain Buzzword Bingo, 2008. La femme a eu un bingo sur cette carte 25 minutes après le début du débat de 90 minutes.

Le business loto (buzzword bingo aux États-Unis, parfois appelé bingo, « bingo réunion », réuningo ou bullshit bingo) est un jeu parfois joué lors de réunions en entreprise, ou n'importe quelle circonstance qui s'y prête. Les règles sont similaires à celles du loto ou du bingo, mais à la place d'un tableau de nombres, chaque carte de joueur est un tableau de buzzword. Quand un joueur entend un de ces mots, il le raye de sa carte. Le gagnant est celui qui a barré une ligne entière et s'exclame « Foutaises ! ».
Le business loto se joue généralement dans des situations où les membres du public estiment que l'orateur se fie trop aux mots à la mode ou au jargon plutôt que de fournir des détails pertinents ou de la clarté. Les réunions d'affaires dirigées par des conférenciers invités ou des personnalités d'entreprise notables de plus haut niveau de rémunération sont souvent considérées comme une bonne opportunité pour business loto, car le langage utilisé par ces orateurs comprend souvent des références prévisibles à des concepts commerciaux obscurs, qui sont parfaits pour une utilisation dans la création de cartes de business loto.

## Histoire
Le concept a été fortement popularisé en 1994 par un strip de Dilbert, mais Scott Adams n'est pas l'inventeur, car un générateur automatique de cartes existait depuis 1993.
Aux États-Unis, un buzzword bingo s'est déroulé quand Al Gore, alors vice-président des États-Unis connu pour son utilisation de mots en vogue pour parler de technologie, fit un discours à la promotion 1996 du MIT. Les élèves de la promotion avaient distribué au public des cartes de loto contenant des mots en vogue.
Une publicité d'IBM représente également des employés faisant un buzzword bingo lors d'une présentation d'un des dirigeants de l'entreprise.
Franck Lepage intègre un jeu similaire à la fin de sa "conférence gesticulée" « Inculture(s) 1 : L'éducation populaire, monsieur, ils n'en ont pas voulu », en improvisant une communication de colloque socio-culturel à partir de mots récurrents ("mondialisation", "décentralisation", "habitants", "participation"...), inscrits sur des cartes préalablement brassées, afin d'en montrer la vacuité.

## Variante
Un type particulier de loto, ou bingo, peut se pratiquer en conférence, avec une grille distribuée aux participants par le conférencier. Chaque joueur doit alors, soit saisir les mots au vol, soit, à intervalles réguliers, lors des pauses faites par le conférencier, répondre aux questions que celui-ci pose et dont les réponses sont dans la grille. Ce schéma particulier fait partie des « jeux-conférences » proposés par Thiagi (Savasailam Thiagarajan) et par Bruno Hourst. Ces jeux permettent une meilleure appropriation du contenu par le public, génère une bonne ambiance, et rend les conférences vivantes.